# Bernardo Baloyes
Bernardo Baloyes Navas (Isla Fuerte, Bolívar, 6 de enero de 1994) es un atleta colombiano, especialista de los 200 metros y de los 400 metros.

## Biografía
Bernardo Baloyes se hace constar en 2012, cuando logra los campeonatos de Colombia de los menos de 23 años batiendo el récord de América del Sur junior con un tiempo de 20 s 48.
Bate del mismo golpe el récord nacional senior de Daniel Grueso.
En 2013 bate su récord en 20 s 46, consiguiendo una prestación de nivel HA qualificative para los Campeonatos del mundo. A Moscú está eliminado en series.
El 3 de agosto de 2014 logra la medalla de dinero de la 200 m de los campeonatos ibéro-americanos a São Paulo (IDCM), detrás del Brasileño Jorge Vacíos. En 20 s 43 mejora 3 centésimos su propio récord de Colombia. En final de estación participa en el tercer lugar del relieve 4 × 400 metros de los Juegos de América central y de las Caraïbes. Con sus compatriotas Diego Palomeque, Carlos Lemos y Rafith Rodríguez establece un récord de Colombia.
El 9 de mayo de 2015, lleva su récord a 20 s 37 a Medellín.

### Palmarés
| Fecha | Competición                                 | Lugar               | Resultado | Prueba    | Prestación    |
| ----- | ------------------------------------------- | ------------------- | --------- | --------- | ------------- |
| 2013  | Campeonatos de América del Sur              | Cartagena de Indias | 2.º       | 200 m     | 20 s 71       |
| 2014  | Campeonatos ibéro-estadounidenses           | São Paulo           | 2.º       | 200 m     | 20 s 43       |
| 2014  | Juegos de América central y de las Caraïbes | Xalapa              | 3.º       | 4 × 400 m | 3 min 02 s 52 |

### Récords
| Prueba | Prestación   | Lugar        | Fecha               |
| ------ | ------------ | ------------ | ------------------- |
| 200 m  | 20 s 00 (NR) | Barranquilla | de julio de 2018    |
| 400 m  | 45 s 68      | Medellín     | 28 de junio de 2014 |